# ジョン・ミュース
ジョン・ミュース（John Fraser Muth、1930年9月27日 - 2005年10月23日）は、アメリカ合衆国で生まれた経済学者。ミュースはミクロ分析の領域で、経済主体は利用可能なすべての情報を使用して合理的に期待を形成する、という合理的期待形成を提示した。その後、ロバート・ルーカス、フィン・キドランド、エドワード・プレスコット、トーマス・サージェントなど多くの経済学者によって、マクロ経済学にも利用されている。

## 略歴
- 1930年　アメリカで生まれる。
- 1954年　カーネギーメロン大学から数理経済学でPh.D.をもらい、同大学からアレクサンダー・ヘンダーソン賞をもらう。
- 1956年～1959年　カーネギーメロン大学のResearch associateとなる。
- 1959年～1962年　カーネギーメロン大学の助教授となる。
- 1962年～1964年　カーネギーメロン大学の准教授となる。
- 1961年　“Rational Expectations and the Theory of Price Movements”,Econometoricaを発表する。
- 1964年　カーネギーメロン大学の教授となる。
- 2005年　フロリダ州キーウェストで死亡（75歳）。

## 業績

### 『計画生産、在庫、および労働力』（1960年）
- カーネギーメロン大学のThe Graduate School of Industrial Administration（GSIA）において、チャールズ・ホルトとフランコ・モディリアーニのグループ、およびジョン・ミュースとハーバート・サイモンのグループが企業についての問題を共同研究し本を出版した。彼らの目標は扱いやすいオペレーション・ルールを得ることであったが、一致というより二つの解法へと導いた。

### 「最適資産の指数加重された予想」（1960年）
- フィリップ・ケイガンやミルトン・フリードマンなどが適応期待について重視していた。
- ミュースは、ルドルフ・カルマンが同じ年に発表したカルマンフィルターと同様な帰納的な最適線形予想を見出した。ミュースは、フリードマンの恒常所得のための適応期待モデルを合理化した。

### 「合理的期待と価格動向の理論」（1961年）
- ミュースは、農産物価格について合理的期待形成仮説を述べた。したがって、ミクロ分析の領域の論文であった。

### その後の発展
- 合理的期待は、後に、ルーカスによってフィリップス曲線の長期および短期の形状の説明に使用されて著名になった。今日では、景気循環論、金融政策論、計量経済学など広い領域で使用されている。

## 文献
- （チャールズ・ホルト、フランコ・モディリアーニ、ハーバート・サイモンと共著）Planning Producticon, Inventories, and Work Force, 1960
- “Optimal Properties of Exponentially Weighted Forecasts”, Journal of the American Statistical Association, 55(290), PP299-306, 1960
- “Rational Expectations and the Theory of Price Movements”, Econometrica, 29, PP315-335, 1961
- （ジェラルド・トンプソン、ピーター・ウィンターズと共著）Industrial Scheduling, Prentice-Hall international series in management, Englewood Cliffs, N.J.: Prentice-Hall, 1963